# Charon
Charon — фінський готик-метал-гурт з Раахе, заснований у 1992 році.
На музичний стиль гурту в основному вплинув Sentenced.

## Історія
Назва походить від Харона з грецької міфології.
Гурт заснований у 1992 році музикантами Antti Karihtala, Teemu Hautamäki, Pasi Sipilä та Jasse von Hast. Гурт почав зі стилю дет-метал, але потім перейшов до поєднання хеві-металу та готик-металу.
«Візитною карткою» гурту став вокаліст Juha-Pekka Leppäluoto, який мав низький, але чистий вокал.
У 1997 році після випуску трьох промо-альбомів і двох демо-записів, усі випущені власними силами, демо-пластинки Pilgrimage та кліпу на пісню Serenity, гурт підписав контракт із Emanzipation Productions. Через цей лейбл випустив свої перші два повноформатних альбоми Sorrowburn і Tearstained у 1998 і 2000 роках відповідно. Після туру з іншим фінським гуртом Sentenced, колектив залишає Emanzipation Productions і підписує контракт із Spinefarm Records.
Улітку 2001 року гурт записує свій третій студійний альбом Downhearted. До виходу повного альбому був випущений сингл Little Angel, який піднявся на 5 місце у фінському чарті синглів, а відео на цю пісню було на першому місці в скандинавському чарті.
На початку 2002 року альбом Downhearted був випущений і виявився таким же популярним, як і сингл.
Улітку після випуску альбому гурт вирушив у тур до рідної Фінляндії, а відразу після цього гурт гастролював Європою з Nightwish і After Forever. Потім у квітні 2003 року випускає ще один сингл In Trust of No One, який дебютував під першим номером у фінському чарті синглів .
Через п’ять місяців був випущений сингл Religious/Delicious, за яким швидко вийшов четвертий студійний альбом The Dying Daylights. Одразу після релізів гурт вирушив у тур Фінляндією на підтримку альбому.
У листопаді 2003 року гітарист йде Jasse von Hast, пославшись на те, що вже набув достатнього життєвого досвіду завдяки своїй участі у гурті, і вважає, що зробив за цей час усе, що в його силах . Його замінив Lauri Tuohimaa, відомий своєю участю в гуртах For My Pain... і Embraze, який офіційно став новим гітаристом в січні 2004 року. Після цього колектив вирушив у ще один тур Фінляндією на підтримку The Dying Daylights.
Після ще кількох турів, у 2005 році виходить п'ятий альбом Songs for the Sinners. Розробкою дизайну обкладинки зайнявся беззмінний барабанщик Sentenced Vesa Ranta, який також брав активну участь у створенні нових промо-фотографій.
На початку 2006 року гурт вирушив у європейське турне на підтримку нового альбому, відігравши 38 концертів у 11 країнах. Наступні два роки колектив провів за написанням нового матеріалу, іноді перериваючись на виступи на батьківщині та за кордоном.
У 2009 році гурт розпочав запис шостого повноформатника і згодом випускає збірку A-Sides, B-Sides & Suicides, до якої увійшли пісні з попередніх альбомів і демо-записів. Після цього гурт розпрощався з гітаристом Pasi Sipilä.
Улітку 2010 року був уже майже готовий матеріал для нового альбому, але через рік, у червні 2011, гурт завершив творчу діяльність, пояснюючи цей вчинок відсутністю нових ідей, ентузіазму, креативу та енергії . 
|  | Charon — це своєрідна мірка того, чого ми змогли досягти. Позаду залишилося багато турів, яскравих спогадів, а також шанувальники. Ніщо не триває вічно. — повідомив гурт перед розпадом. |

## Галерея

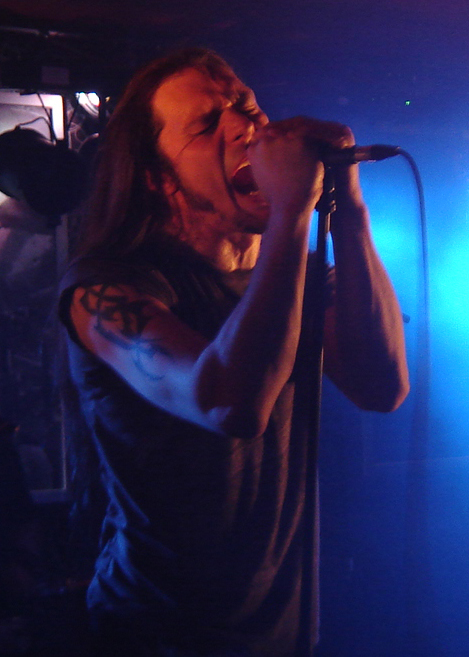
Вокаліст гурту JP Leppäluoto
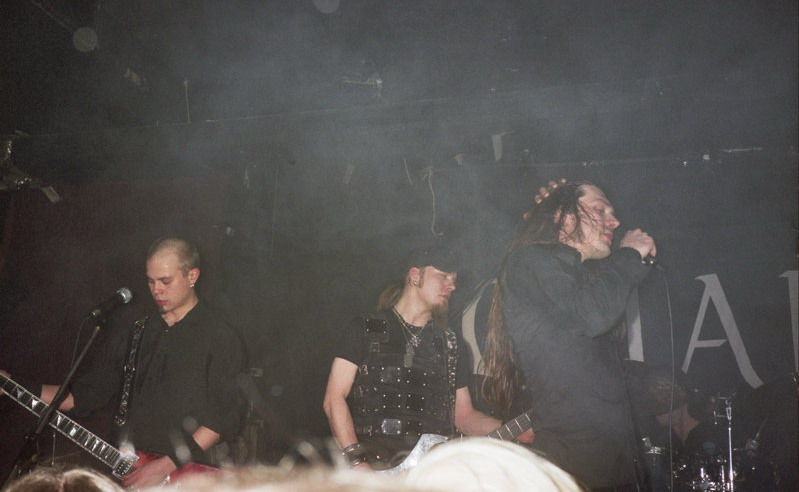
Концерт у Берліні, 2006
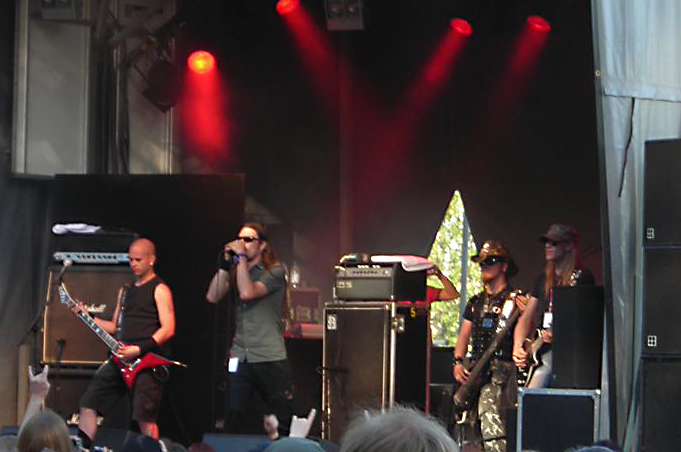
Виступ у Фінляндії, 2009

## Склад гурту

### Остаточний склад
- Juha-Pekka «JP» Leppäluoto — вокал, клавішні (1995–2011, 2015)
- Lauri Tuohimaa — гітара (2003–2011, 2015)
- Antti Karihtala — барабани (1992–2011, 2015)
- Teemu Hautamäki — бас-гітара (1992–2011, 2015), вокал (1992–1995)

### Колишні учасники
- Pasi Sipilä — гітара (1992—2010)
- Jasse von Hast — гітара (1992—2003)

## Дискографія

### Альбоми
- Sorrowburn (1998)
- Tearstained (2000)
- Downhearted (2002)
- The Dying Daylights (2003)
- Songs for the Sinners (2005)

### Сингли
- Little Angel (2001)
- In Trust of No One (2003)
- Religious/Delicious (2003)
- Ride on Tears (2005)
- Colder (2005)

### Збірки
- A-Sides, B-Sides & Suicides (2010)

### Музичні відео
- November's Eve
- Little Angel
- Colder
- Ride on Tears